# Hundra år av ensamhet
Hundra år av ensamhet (originaltitel: Cien años de soledad) är en roman från 1967 av Gabriel García Márquez. Romanen anses vara García Márquez och ett av den latinamerikanska litteraturens mästerverk. Romanen har sålts i över 30 miljoner exemplar och har översatts till fler än 30 språk. Den utkom på svenska 1970 i översättning av Karin Alin och 2020 som nyöversättning av Lina Wolff.
Romanen handlar om den lilla isolerade colombianska byn Macondo och utspelar sig främst i familjen Buendias hus. Läsaren får följa byn och människornas öden under hundra år. Romanen är svår att placera i en epok eftersom boken inte är skriven efter en epoks genre, utan Márquez använder sig av den latinamerikanska berättarstilen magisk realism. Den tar upp många av livets stora gåtor: kärlek, hat, maktlystenhet, sorg och glädje. Romanen kan även ses som en metafor för Colombias, eller hela Latinamerikas, historia. Carlos Fuentes har skrivit om detta i essän Gabriel García Márquez och uppfinningen av Amerika.

## Handling
Byn Macondo grundas i början av 1800-talet av José Arcadio Buendía. Han ägnar sig åt vetenskapliga experiment och hans största upplevelse är när han för första gången får se och känna is. När han konstaterar att jorden är rund betraktas han som galen av alla utom av den kringvandrande romen Melquíades, som är författarens alter ego och dyker upp med jämna mellanrum i berättelsen, även efter sin död. Hans hustru Ursula är jordnära och viljestark, men hyser en fasa för att föda barn med grissvans. De får trots det tre egna barn: José Arcadio, Aureliano och Amaranta, samt adoptivdottern Rebeca. Romanen skildrar dessa och deras barns många skilda öden och upplevelser i Macondo. Så småningom når den moderna civilisationen med elektricitet, film, telefon och bilar byn, men till slut dör släkten ut. Melquíades har förutspått att den förste av släkten ska dö sittande vid ett träd och att den siste ska bli uppäten av myror, vilket också sker. Men ingen har förstått hans gåtor eftersom han inte ordnat händelserna i konventionell tidsföljd utan koncentrerat ett helt sekels dagliga händelser till att existera samtidigt.

## Inflytande
Hundra år av ensamhet var inte den första romanen inom magisk realism, men gav den latinamerikanska boomen ett kraftigt internationellt genomslag. Den hjälpte latinamerikanska författare att nå ut med sina verk till en större publik och har influerat många författare av olika nationaliteter, från Isabel Allende till Salman Rushdie.